# Gino Marinuzzi
Gino Marinuzzi (ur. 24 marca 1882 w Palermo, zm. 17 sierpnia 1945 w Mediolanie) – włoski dyrygent i kompozytor.

## Życiorys
Uzdolnienia muzyczne wykazywał już jako dziecko. W 1894 roku zdobył nagrodę za skomponowaną przez siebie kantatę, której wykonaniem sam dyrygował. Studiował w konserwatorium w Palermo u Guglielmo Zuellego. Od 1901 roku związany był z Teatro Massimo w Palermo, gdzie debiutował prowadząc Rigoletta Giuseppe Verdiego. W 1909 roku poprowadził tam miejscową premierę Tristana i Izoldy Richarda Wagnera. W 1913 roku wystąpił w Teatro Colón w Buenos Aires, gdzie dyrygował argentyńską premierą Parsifala. W 1915 roku został następcą Ferruccio Busoniego na stanowisku dyrektora konserwatorium w Bolonii, zrezygnował jednak z niego w 1918 roku. W 1917 roku w Monte Carlo poprowadził prapremierowe wykonanie opery Giacomo Pucciniego Jaskółka. Od 1920 do 1921 roku był dyrektorem artystycznym Chicago Opera Association, a od 1928 do 1934 roku dyrektorem artystycznym i stałym dyrygentem opery w Rzymie. W latach 1934–1944 związany był z mediolańską La Scalą jako dyrygent, w 1944 roku został mianowany jej intendentem generalnym.
Zasłynął przede wszystkim jako interpretator dzieł Richarda Straussa i Richarda Wagnera, wykonywał też włoski repertuar operowy. Skomponował m.in. opery Barberina (wyst. Palermo 1903), Jacquerie (wyst. Buenos Aires 1918) i Palla de’ Mozzi (wyst. Mediolan 1932), ponadto poemat symfoniczny Sicania (1912) i Symfonię (1943). Jego twórczość mieści się w stylistyce weryzmu.
Jego synem był Gino Marinuzzi Jr.